# Gråmanstorp
Gråmanstorp is een plaats in de gemeente Klippan in het Zweedse landschap Skåne en de provincie Skåne län. De plaats heeft 59 inwoners (2005) en een oppervlakte van 20 hectare. De plaats wordt vrijwel geheel omringd door landbouwgrond (vooral akkers). De bebouwing in het dorp bestaat voornamelijk uit vrijstaande huizen, ook staat de kerk Gråmanstorps kyrka in de plaats. De plaats Klippan ligt ongeveer drie kilometer ten zuidoosten van het dorp.
Klippan · Ljungbyhed · Östra Ljungby · Stidsvig · Klippans bruk · Krika · Riseberga · Allarp · Skäralid · Källna · Tornsborg · Färingtofta · Bonnarp · Gråmanstorp · Forsby